# Mandy Rose
Amanda Saccomanno (ur. 18 lipca 1990 w Hrabstwie Westchester w stanie Nowy Jork) – amerykańska profesjonalna wrestlerka, osobowość telewizyjna i była kulturystka, gdzie była znana ze swoich występów w federacji WWE pod pseudonimem ringowym Mandy Rose, gdzie była posiadaczką NXT Women’s Championship.
W 2015 wzięła udział w szóstym sezonie programu WWE Tough Enough, w którym zajęła drugie miejsce. Tego samego roku podpisała kontrakt z WWE i przyłączyła się do obsady serialu Total Divas produkowanego przez WWE i E!.

## Wczesne życie i kariera fitness
Amanda Saccomanno urodziła się i wychowywała we włosko-amerykańskiej rodzinie w Hrabstwie Westchester w Nowym Jorku. Ma troje starszego rodzeństwa. Uczęszczała do Yorktown High School, w którym przy okazji uczyła się tańczyć. Zdobyła stopień bachelor's degree w Iona College specjalizując się w logopedii.
Saccomanno wzięła udział w pierwszej rywalizacji w kulturystyce w 2013. Rok później zdobyła pierwsze miejsce w World Bodybuilding Fitnerss & Fashion Boston Show, a także zdobyła mistrzostwo 2014 World Beauty Fitness & Fashion Bikini Champion.

## Kariera profesjonalnej wrestlerki

### WWE

#### Tough Enough (2015)
Rose była uczestniczką szóstego sezonu programu WWE Tough Enough, który zaczęto emitować w czerwcu 2015. Podczas odcinka z 28 lipca została uratowana przed eliminacją przez sędziego The Miza. W finałowym odcinku przyjęła pseudonim ringowy Mandy Rose i przegrała w walce z Alicią Fox. Ostatecznie zajęła drugie miejsce przegrywając z Sarą Lee w finałowym głosowaniu.

#### NXT (2015–2017)
Tuż po zakończeniu emisji programu Tough Enough zostało poinformowane, że Rose podpisała pięcioletni kontrakt z federacją. Została przydzielona do rozwojowego brandu NXT i zadebiutowała w ringu podczas gali typu house show w six-diva tag team matchu z 30 stycznia 2016. 17 sierpnia podczas odcinka tygodniówki NXT zadebiutowała w telewizji, gdzie wraz z Darią Berenato i Alexą Bliss przegrała z Carmellą, Liv Morgan i Nikki Glencross. 28 września na NXT wystąpiła w pierwszej singlowej walce przegrywając z Ember Moon, co ostatecznie było jej ostatnim występem w brandzie NXT.

#### Absolution (2017–2018)
20 listopada 2017 podczas odcinka tygodniówki Raw, Rose zadebiutowała u boku Sonyi Deville i powracającej Paige w głównym rosterze federacji; trio zaatakowało Sashę Banks, Bayley, Mickie James oraz posiadaczkę WWE Raw Women’s Championship Alexę Bliss, wskutek czego stały się one antagonistkami. Tydzień później wszystkie trzy utworzyły ugrupowanie o nazwie Absolution. 19 grudnia na Tribute to the Troops Absolution zwyciężyły walkę przeciwko Banks, Bayley oraz James.
28 stycznia 2018 Rose była uczestniczką inauguracyjnego meczu Royal Rumble kobiet, z którego została wyeliminowana przez Litę. Rose była uczestniczką pierwszego Elimination Chamber matchu kobiet, którego stawką było WWE Raw Women’s Championship, wygranego przez broniącą mistrzostwa Alexę Bliss. Na WrestleManii 34 poniosła porażkę, w kobiecym WrestleMania Battle Royal, który zwyciężyła Naomi. Dzień później Paige rozwiązała Absolution, ze względu na swoją emeryturę, spowodowaną przez kontuzję szyi.

#### Fire & Desire (2018–2020)

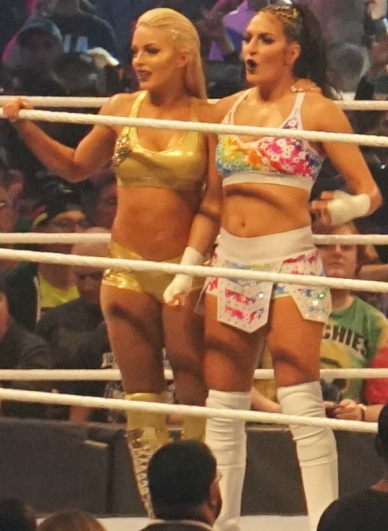
Fire & Desire na WrestleManii 34

Po rozpadzie Absolution, Rose i Deville kontynuowały swoją współpracę jako tag team. W ramach projektu Superstar Shake-up obie zostały przeniesione do brandu SmackDown. Na gali pay-per-view Evolution, Rose wyeliminowała swoją sojuszniczkę z battle royal, jednak nie udało jej się zwyciężyć walki. W listopadzie była jedną z reprezentantek SmackDown, w 5-on-5 Survivor Series interbrand elimination matchu, gdzie jej drużyna poniosła porażkę.
W grudniu rozpoczęła feud z Naomi, podrywając jej męża Jimmy'ego Uso, w celu „zniszczenia jej życia”. Uso odrzucał ciągłe zaloty Rose w jego stronę, które powodowały zazdrość u Naomi. Obie wdały się w bójkę, w pokoju hotelowym, do którego Rose zaprosiła Uso. 27 stycznia wyeliminowały siebie nawzajem z Royal Rumble matchu kobiet. 5 marca Rose odniosła ostateczne zwycięstwo nad Naomi, kończąc rywalizację.
Pod koniec lutego Mandy rzuciła wyzwanie Asuce o WWE SmackDown Women's Championship, po tym jak pokonała mistrzynię, w meczu bez mistrzostwa na szali. Na Fastlane Asuka zdołała obronić tytuł przeciwko Rose, po tym jak towarzysząca przy ringu Sonya Deville nieświadomie podwinęła fartuch ringowy, o który Mandy się przewróciła.
17 lutego na gali Elimination Chamber Deville i Rose wzięły udział, w Elimination Chamber match'u z udziałem pięciu innych drużyn, mającym na celu wyłonić inauguracyjne posiadaczki WWE Women's Tag Team Championship. Zostały ostatnią wyeliminowaną drużyną przez zwyciężczynie The Boss 'n' Hug Connection (Bayley i Sasha Banks). Rose bezskutecznie rywalizowała, we WrestleMania Women's Battle Royal na WrestleManii 35. Na Money in the Bank, 19 maja uczestniczyła, w Money in the Bank ladder matchu, którego mimo pomocy swojej sojuszniczki nie zdołała wygrać.
3 września na SmackDown Rose i Deville, które przyjęły nazwę Fire & Desire pokonały WWE Women's Tag Team Championki Alexę Bliss i Nikki Cross, gdzie tytuły nie były stawką walki. Zwycięstwem zapewniły sobie pojedynek mistrzowski na Clash of Champions, gdzie przegrały.
Pod koniec grudnia Mandy wdała się w romans z Otisem, który zaczął jej pomagać podczas walk. Rose zgodziła się na walentynkową randkę z Otisem, jednak ten otrzymał wiadomość o rzekomym spóźnieniu na randkę od swojej ukochanej, gdy Rose o niczym nie wiedziała i swój wieczór spędziła z Dolphem Zigglerem. Obaj mężczyźni zaczęli następnie rywalizować o uczucia Mandy. 3 kwietnia ujawniono, że Sonya Deville współpracowała z Zigglerem, w celu rozdzielenia ukochanych i stoi za wysłaniem wiadomości do Otisa. 5 kwietnia na WrestleManii 36 Rose zaatakowała Deville i pomogła Otisowi odnieść zwycięstwo, w pojedynku z Zigglerem, a następnie pocałowała go. 22 maja para przegrała mixed tag team match przeciwko Deville i Zigglerowi. 31 lipca Deville zaatakowała Rose na zapleczu i obcięła jej włosy. Rose wyzwała Deville na mecz Hair vs. Hair (pol. Włosy vs. Włosy) na SummerSlam, którego przegrana musiałaby ogolić swoje włosy. Zamiast włosów, stawką stały się kariery obu zawodniczek. Na gali Rose odniosła zwycięstwo nad swoją byłą przyjaciółką, która zgodnie ze stypulacją musiała opuścić firmę.

#### Sojusz z Daną Brooke (2020–2021)
Po zakończeniu fabuły z Deville, Rose została przeniesiona do brandu Raw, we wrześniu 2020. Tam utworzyła drużynę z Daną Brooke. 2 listopada walczyły z ówczesnymi mistrzyniami Nią Jax i Shayną Baszler o WWE Women's Tag Team Championship, aczkolwiek nie udało im się zdobyć mistrzostwa.
Podczas pierwszej części WrestleManii 37 Brooke i Rose rywalizowały, w Tag Team turmoil matchu o miano pretendentek do WWE Women's Tag Team Championship na część drugą gali. Niemniej zostały wyeliminowane z meczu przez The Riott Squad (Liv Morgan i Ruby Riott).

#### Powrót do NXT (2021–2022)

##### Toxic Attraction (2021–2022)
13 lipca Rose niespodziewanie pojawiła się na odcinku NXT, obserwując pojedynek Sarray z Gigi Dolin. PWInsider następnie poinformowało, że Rose została oficjalnie przeniesiona do brandu NXT. W następnym miesiącu zawarła sojusz z Gigi Dolin i Jacy Jayne, który we wrześniu nazwano Toxic Attraction. Rose następnie rozpoczęła rywalizację z mistrzynią NXT Women’s Raquel González. Na Halloween Havoc pokonała González w Chucky's choice Trick or Street Fight matchu, zdobywając NXT Women’s Championship, swoje pierwsze mistrzostwo w karierze, podczas gdy Dolin i Jayne zdobyły NXT Women’s Tag Team Championship, z rąk Io Shirai i Zoey Stark, w Scareway to Hell Ladder Triple Threat Tag Team matchu, którego częścią były również Indi Hartwell i Persia Pirotta.

## Inne media
Artykuły o Saccomanno były zawarte w magazynach takich jak Fitness Gurls, Fit & Firm oraz FitFemme.
Rose była częścią głównej obsady piątego sezonu programu WWE Total Divas, który zaczęto emitować w styczniu 2016.

## Filmografia

### Telewizja
| Lata | Tytuł            | Rola     | Notka                                  |
| ---- | ---------------- | -------- | -------------------------------------- |
| 2015 | WWE Tough Enough | Ona sama | Uczestniczka sezonu 6 (2. miejsce)     |
| 2016 | Total Divas      | Ona sama | Główna rola (sezon piąty; 10 odcinków) |

## Życie prywatne
Saccomanno wspiera ideologię prawa zwierząt oraz adopcje. Praktykuje yogę, pilates i CrossFit. Jej przezwisko w dzieciństwie brzmiało „hamburgers”. Rodzina Saccamanno prowadzi sklep delikatesowy w Carmel w Nowym Jorku. Jej chłopak Michael wystąpił z nią w serialu Total Divas.

## Styl walki
- Finishery
  - Sitout lifting double underhook facebuster[56][57][58][59]

- Inne ruchy
  - Modified octopus hold[17][18]
  - Running bicycle knee[17][18]
  - Heart punch[17][18]
  - Springboard bulldog[13]
  - Thesz press wraz z dodaniem kilku mat slamów[13]
  - Tilt-a-whirl headscissors takedown[13]

- Przydomki
  - "The Golden Goddess"[8]

- Motywy muzyczne
  - "A Little Bit of Bad" ~ Marc Ferrari i Michael McGregor[60] (NXT; 17 sierpnia 2016 – 28 września 2016)

## Mistrzostwa i osiągnięcia

### Fitness
- World Bodybuilding Fitness & Fashion
  - 2014 WBFF Boston – (1. miejsce)
  - 2014 WBFF Diva Bikini Pro World Championship – (1. miejsce)[11]

### Wrestling
- Pro Wrestling Illustrated
  - PWI sklasyfikowało ją jako 67. ze 100. najlepszych wrestlerek roku 2019.[61]
- WWE
  - NXT Women’s Championship (1 raz, obecnie)[62]